# Dașcenkî, Varva
Dașcenkî (în ucraineană Дащенки) este localitatea de reședință a comunei Dașcenkî din raionul Varva, regiunea Cernihiv, Ucraina.

## Demografie
Componența lingvistică a localității Dașcenkî
     Ucraineană (98,59%)
     Rusă (1,41%)
Conform recensământului din 2001, majoritatea populației localității Dașcenkî era vorbitoare de ucraineană (98,59%), existând în minoritate și vorbitori de rusă (1,41%).